# Stazione di Matera La Martella
La stazione di Matera La Martella è una stazione ferroviaria in costruzione a Matera presso la frazione La Martella.
Questa stazione è distante 5 km dal centro cittadino e circa 2 km dalla frazione di La Martella.
Fungerà da capolinea della ferrovia Ferrandina-Matera, gestita da Rete Ferroviaria Italiana (RFI).
Il gestore prevede l'attivazione della stazione nel 2026.